# Ein Hod
Ein Hod (en hébreu : עֵין הוֹד) est un village situé au nord d'Israël. C'est un ancien village palestinien situé au pied du Mont Carmel. À la suite de la guerre israélo-arabe de 1948, la plupart des habitants arabes sont expulsés, mais certains restent dans la région et s'installent à proximité, formant un nouveau village et reprenant l'ancienne dénomination de Ein Hawd.
En 1953, le village est devenu une colonie d'artistes sous l'impulsion du dadaïste Marcel Janco. Le village est fréquenté notamment par le peintre Arik Brauer.

## Géographie
Le village est situé au pied du Mont Carmel et au sud de Haïfa, sur une colline au milieu des oliviers, avec une vue sur la Méditerranée et une forteresse des Croisés du XIIe siècle. 

## Histoire
Le village est l'un des villages fondés par la famille de l'émir Hussam al-Din Abu al-Hija. Abu al-Hija (l'audace) était un Kurde irakien, renommé pour sa bravoure, et le commandant des forces kurdes ayant pris part à la conquête par Saladin des États latins d'Orient dans les années 1180. Abu al-Hija est retourné apparemment en Irak, mais plusieurs membres de sa famille sont restés en Palestine sous les ordres de Saladin. Ces membres de la famille se sont installés sur des étendues spacieuses de terre qui leur ont été octroyées dans la région. Une de ces concessions de terre est devenue le village d'Ein Hawd.
Partie prenante de l’empire Ottoman, le bourg est décrit à plusieurs reprises par des voyageurs occidentaux. En 1851, le voyageur néerlandais van der Velde visite Ain Haud et « passe une agréable soirée dans la maison du cheikh Soleiman ». Il note l'émotion des villageois, tous musulmans, à la suite de l'annonce de la conscription à l'armée ottomane, alors qu'ils en avaient été exemptés par le passé. En 1870, l'explorateur français Victor Guérin visite à son tour le village. Il y compte 120 habitants, avec des maisons construites en pisé ou différents agrégats de construction. Le village est entouré par un petit mur. En 1881, Ain Haud est décrit comme un petit village situé à l'extrémité d'un éperon, habité par une cinquantaine de personnes. Au début du XXe siècle, on recense 283 habitants.
En 1920, cette région passe sous mandat britannique. Dans le recensement de 1922, le village a une population de 350 personnes, 347 musulmans et 3 chrétiens, les chrétiens étant tous des Maronites. Au moment du recensement de 1931, la population a augmenté et est passée à 459 personnes, tous des musulmans, dans un total de 81 maisons occupées. En 1945, la population est de 650 personnes, avec un total de 12 605 dounams de terre. 1 503 dounams sont des plantations et des terres irrigables, et 442 sont consacrées à des céréales.
En avril 1948, malgré l'attaque des forces israéliennes durant la guerre israélo-arabe de 1948, les villageois refusent de quitter les lieux. Ils en sont chassés malgré eux fin juillet, selon l'historien israélien Benny Morris. La plupart se réinstallent en Cisjordanie proche, pour la plupart dans le camp de réfugiés de Jénine. Mais un groupe de 35 habitants se réfugie à côté d'un oued, à peu de distance du village initial. Procédant par résistance passive, ils se maintiennent sur place mais sont difficilement tolérés. Les tentatives visant à les déposséder par des moyens légaux échouent,. Ce nouveau village reprend l'ancienne dénomination Ein Houd ou Ein Hawd. Au départ, les autorités israéliennes ne reconnaissent pas cette implantation : il n'y a pas de route, pas d'électricité, pas d'évacuation des eaux usées, ni de téléphone, et aucune autorisation de cultiver les terres, ni d'élever des chèvres ou des moutons. En 1988, ces habitants contribuent à former l'association des arabes villages non reconnus en Israël. En 1992, finalement, l’État israélien reconnaît officiellement le village, et en 2005, il est connecté au réseau électrique d'Israël.
En juillet 1949, la mise en place d'un moshav est tentée dans l'ancien village palestinien, dépeuplé. Cette communauté agricole est destinée à des immigrants en provenance de Tunisie et l'Algérie. Mais cette transformation du village en communauté agricole échoue et est abandonnée. Le village reste déserté un an et demi de plus. En 1953, le village, désigné sous l'appellation Ein Hod, devient une colonie, animée par Marcel Janco, un artiste connu, qui préserve le village de la démolition par les forces de sécurité et réussit à convaincre le gouvernement israélien de lui laisser y fonder un village d'artistes. De nombreux peintres, sculpteurs et musiciens israéliens y vivent désormais, et y maintiennent des studios et des galeries ouvertes au public. Des efforts ont été faits pour préserver certaines des vieilles maisons. La mosquée du village a été transformée en restaurant-bar calqué sur le café Voltaire à Zurich[23]. Au cours de l'incendie de la forêt du mont  Carmel en 2010, Ein Hod est évacué et le village a subi des dommages matériels considérables.

## Démographie
En 2008, le village comptait une population de 559 habitants.